# César Vidal
César Carlos Vidal Manzanares (Madrid, 9 de mayo de 1958) es un comunicador y escritor español nacionalizado estadounidense, autor de numerosas obras de divulgación, ensayos y novelas.

## Biografía
César Vidal nació en Madrid el 9 de mayo de 1958 en el barrio de Puente de Vallecas y estudió bachillerato en las Escuelas Pías de San Antón. Es hermano del jurista y escritor Gustavo Vidal Manzanares.
Nacido católico, perteneció desde los quince años a los Testigos de Jehová antes de convertirse en cristiano evangélico. Inicialmente neoconservador, actualmente es un detractor de esta ideología.
Afirma haber sido objetor de conciencia durante la dictadura de Franco, y que "sólo la muerte del general lo salvó por poco más de un mes de ser encarcelado." También que estuvo a punto de ser fusilado en dos ocasiones. Sostiene que sus obras sobre el Holocausto fueron destruidas por grupos neonazis a mediados de la década de los noventa del siglo pasado y que personajes paradigmáticos de la izquierda como Cristina Almeida han expresado su deseo de prenderles fuego y que nacionalistas catalanes han destruido ejemplares de sus obras en programas de TV.
Obtuvo la licenciatura en Derecho por la Universidad Complutense de Madrid y desde 1980, y por un periodo de más de diez años, ejerció como abogado. Políticamente se postuló desde joven como objetor de conciencia, colaborando, en 1985, en la redacción del recurso de inconstitucionalidad presentado por el Defensor del pueblo contra la ley de objeción de conciencia española.

Tras romper con los Testigos de Jehová, se destacó por criticarlos duramente. En 1984 publicó en El País una carta al director —en la que se presentaba como "abogado y pastor evangélico"— en la que pedía (refiriéndose a los Testigos de Jehová):
«desenmascarar a tantos que, tomando a Dios como pretexto, engañan, explotan, anuncian oníricamente el fin del mundo desde hace más de un siglo y manipulan a seres humanos rompiendo toda posibilidad de comunicación con su medio normal e incluso dejándolos morir en graves circunstancias». 
En los años 1980 y 1990 se presentó como experto en sectas y publicó varios libros centrados en su experiencia en los Testigos de Jehová: Psicología de las sectas (1990) y Cómo presentar el evangelio a los Testigos de Jehová (1993). En otros libros, como Los Masones (2005), los ha descalificado, tachándolos de secta peligrosa basada en creencias falsas.

En la década de 1980 fue líder de una facción radical y progresista dentro del protestantismo español y se enfrentó a José Cardona Gregori, el líder histórico de los protestantes españoles. Cardona quería impulsar una federación de entidades religiosas evangélicas, y Vidal y los suyos se opusieron porque temían que la federación —la futura FEDERE— les convirtiera en "tontos útiles a favor de la Iglesia católica", algo que Cardona consideraba infundado:
"Oficialmente, los protestantes niegan recibir ayuda extranjera, aunque se reconocen ayudas esporádicas de juntas de misiones, sobre todo norteamericanas y suecas, de forma eventual a iglesias pequeñitas. José Cardona opina que Vidal y los suyos son "un objeto religioso no identificado que no merece contestación pública". Las acusaciones no probadas que se intercambian son graves. Los evangélicos o protestantes españoles se encuentran ante un desafío crucial de su historia: o unirse por encima de diferencias para conseguir un convenio que les equipare financiera y socialmente a los católicos, o seguir sumidos en la fragmentación incesante. Hay quien opina que así ha sido siempre y así debe seguir siendo."
 En 1993 se doctoró por la UNED (con un trabajo de síntesis sobre el judeocristianismo primitivo del siglo I), a través de la licenciatura en Derecho que le daba acceso a la misma. Obtuvo el doctorado en derecho por la Alfonso X el Sabio en 2012.
Dice poseer sendos doctorados en Teología y Filosofía, no oficiales, por la Logos University de Jacksonville (Florida, Estados Unidos), una institución privada de estudios religiosos a distancia cuyos títulos no disponen de la homologación del Departamento de Educación de los Estados Unidos, sino que se expiden bajo la autorización del Consejo de Universidades Independientes del Estado de Florida, por lo que no están reconocidas por ninguna universidad ni organismo educativo oficial ni equiparable a los doctorados oficiales. Esa institución expide el título de PhD «Doctor of Philosophy», que es la designación más común para un doctorado en países angloparlantes, sin que ello implique estudios en filosofía.
Es miembro de la American Schools of Oriental Research o el Oriental Institute of Chicago, instituciones que se dedican al estudio de las civilizaciones antiguas en el Oriente Medio con las aportaciones realizadas por sus socios o miembros, y que aceptan a cualquier persona que pague su cuota como miembro, en forma similar a una asociación de amigos de una entidad cultural. Afirma hablar ocho idiomas y traducir dieciséis, entre ellos el latín, el ruso y el hebreo.
En 2013 se instaló definitivamente en Miami, Florida, Estados Unidos. Según él contó en 2017 en el programa de televisión Esta Noche Mariasela, el motivo para instalarse en Estados Unidos fue que le avisaron, estando en su casa de Miami, de que a la semana siguiente iba a tener lugar un atentado con una bomba contra su vivienda en España cuando él se encontrase dentro.
Pidió y obtuvo la tarjeta de residencia permanente de los Estados Unidos (green card). Afirma que en ese país le nombraron académico correspondiente de la Academia Norteamericana de la Lengua Española en 2015. No aparece en el listado de nuevos académicos o colaboradores de esta institución .
Se considera a sí mismo un exiliado. Ha adquirido la nacionalidad estadounidense.
En Estados Unidos ha afirmado ser catedrático de Historia en la institución de enseñanza a distancia de la «Logos University», que no es reconocida de manera oficial por ninguna universidad aunque utilice esa denominación con asiduidad. No obstante, la seriedad de esta universidad ha sido puesta en duda por algunos historiadores como Ángel Viñas.
De esta manera, sus titulaciones académicas universitarias oficiales son: licenciatura en Derecho en 1980 (Universidad Complutense de Madrid), cuya titulación le daría acceso al doctorado que obtendría en 1993 (UNED) con un estudio de síntesis sobre creencias religiosas titulado: "De Pentecostés a Jamnia: el judeo-cristianismo en la Palestina del siglo I (c. 30 - c. 80)" (programa de doctorado desconocido, aunque vinculado con la Historia Antigua) —obteniendo el premio extraordinario— y doctorado en Derecho en 2012 (Universidad Alfonso X el Sabio, privada), con la tesis titulada: "Revolución y ordenamiento jurídico. La experiencia rusa de 1917 y la española de 1936" dirigida por los profesores Enrico Pascucci de Ponte y Francisco Javier López de Goicoechea Zabala.
- Licenciado (Universidad Complutense) en Derecho (1980).
- Doctor (UNED) en Historia (1993) con premio extraordinario (programa de doctorado 'desconocido', aunque vinculado con las Ciencias Religiosas y la Historia Antigua, al que accedía desde la licenciatura en Derecho, no desde la licenciatura en Historia que en ningún modo ostenta aunque él así lo afirme[n 1]).
- Doctor (Universidad Alfonso X el Sabio) en Derecho (2012).

## Abogado
Durante un periodo de más de diez años ejerció la abogacía (desde 1980).

## Periodista

### Llegada a la COPE
Tras colaborar con el periódico digital Libertad Digital, fundado por el periodista Federico Jiménez Losantos (2000), César Vidal es contratado por la COPE -la radio de la Iglesia católica española-, donde llega de la mano del locutor estrella de la cadena Jiménez Losantos (2004). En la COPE dirigió y presentó entre 2004 y 2009 La Linterna y, entre 2005 y 2009, Camino del Sur.

En su etapa en la COPE, César Vidal manifestó públicamente su condición de cristiano protestante evangélico, de hecho ya había publicado "El mito de María", un libro profundamente anticatólico (1994) en la editorial Chick, lo que no impidió que la cadena de la Iglesia católica le contratase y se convirtiese en una de las voces más reconocidas de COPE. César Vidal afirmó en repetidas ocasiones que nunca le habían recriminado su condición de evangélico dentro de la COPE:
La COPE no me contrató para impartir doctrina o enseñar teología, sino para dirigir un programa generalista y hasta donde me dicen están muy contentos con los resultados. Dicho esto, es harto sabido que soy evangélico y que los evangélicos no niegan ni por aproximación la concepción virginal de Jesús en María por obra del Espíritu Santo. Dicho esto, ni me han dado nunca instrucciones al respecto en COPE – esta cadena, pese a quien pese, no es refugio de mediocres que utilizan el dogma para medrar – ni yo me ocupo personalmente de cuestiones religiosas en mi programa.
Vidal tuvo, dentro de la COPE, el destacado apoyo de Antonio Cañizares, primado de España y cardenal-arzobispo de Toledo, llegando a declarar que, en la cadena de la Iglesia católica española, se sentía:
(como) los antiguos judíos de corte, personajes que ponían su capacidad superior al servicio de gentes de otra religión y que realizaban sus funciones con lealtad y competencia
Su estancia en la COPE le hizo un personaje público y muy conocido en España, lo que facilitó su producción editorial y las ventas de sus textos. En 2006 llegó a publicar un libro cada 16 días, y sus libros se convirtieron en éxitos en España. Algunos de ellos los publicó junto a su entonces amigo y colaborador, Federico Jiménez Losantos.

### Salida de la COPE y críticas a la cadena y a la Iglesia católica
En 2009 al cumplirse su contrato, la COPE le ofreció renovarlo, pero Vidal decidió abandonar la cadena de la Iglesia católica para incorporarse y dirigir junto a Federico Jiménez Losantos la cadena EsRadio, ligada al proyecto Libertad Digital. Desde que abandonó la COPE, César Vidal destacó por sus ataques a la Iglesia católica. Así, en 2011 realizó una serie de artículos en Libertad Digital en los que sostenía que todos los males de España se debían al catolicismo, y que los católicos tienden más al fanatismo, a la pereza y al robo, lo que generó malestar entre algunos miembros de Libertad Digital, aunque Jiménez Losantos le mantuvo su apoyo.

También provocó la salida de Libertad Digital del autor Pío Moa, atacó a Cáritas y a la cadena COPE, a la que describió como un nido de ladrones:
Permítaseme remitirme a mi época de director de La linterna de COPE. En una cadena que, por definición, defendía unos valores superiores a los de la media, me robaron de mi despacho una edición facsímil del Nuevo Testamento griego de Erasmo (¿por enemistad hacia el humanista holandés o por deseo irresistible de practicar la lengua de Sófocles?), una pluma de oro con mi nombre inscrito y regalada por las víctimas del terrorismo (para revenderla imagino que borrarían el nombre o, quizá, se la pasaron a un coleccionista), libros, objetos personales, etcétera. Un día, harto ya de aquella falta de respeto por la propiedad ajena, comuniqué mi pesar a alguno de los miembros de mi equipo. Supe entonces que a ellos también les habían sustraído desde bolsas de patatas fritas a latas de fabada pasando por piezas de fruta, bolígrafos y otros objetos personales. ¿Por qué sucedía aquello? Desde luego, en COPE mucha de la gente tenía una apariencia más que clara de honradez y no faltaban los que cumplían rigurosamente con sus deberes religiosos. Por otra parte, los salarios de COPE – excluidos los de los directivos y algún director de programa – no eran precisamente para lanzar las campanas al vuelo, pero, sinceramente, no creo que anduviera el personal sometido a una situación tan famélica como para perpetrar aquellos hurtos. No, no lo creo como, con el corazón en la mano, tampoco creo que en la COPE hubiera un porcentaje superior de ladrones que en otras radios o empresas, pero la situación llegó a un extremo que me vi obligado a cerrar con llave mi despacho. Estoy convencido de que todos y cada uno de los que robaron pensaban que, a fin de cuentas, podían permitirse hacerlo porque o yo ganaba más que ellos o porque no les caía bien o, simplemente, porque se les presentaba la oportunidad.
Tales críticas fueron contestadas desde algunos medios, en especial Info Católica y blogs como Contando Estrellas, que demostraron que César Vidal utilizó datos falsos para atacar a la Iglesia católica.
En EsRadio presentó Es la noche de César hasta que en julio de 2013 la abandonó de forma inesperada y sin ofrecer una explicación clara, pero aparentemente debido a un desacuerdo por la evolución y la política de alianzas que desde 2012 desarrollaba la emisora. En su carta de renuncia recomendó a Luis Herrero como su sustituto. César Vidal alegó razones de salud y que su hija residía en Estados Unidos, pero después utilizó al periodista Enrique de Diego para transmitir que su marcha se debía a otras razones, derivadas de la falta de sintonía con Jiménez Losantos.

### Salida de EsRadio y críticas a Federico Jiménez Losantos
Tras dejar de trabajar en el medio dirigido por Jiménez Losantos, pasó a ser uno de sus principales detractores, acusándole de mala gestión, de tener una amante y de favorecerla dentro de Libertad Digital-, incluso de robar a la empresa. Parte de estas acusaciones las había insinuado en público cuando aún estaba en EsRadio, y tras abandonarla, las puso por escrito en el libro No vine para quedarme (2013). En un artículo de diciembre de 2013, publicado en La Razón, César Vidal —sin usar sus nombres— calificaba a sus compañeros Dieter Brandau y Javier Somalo de «Papichulo» y «Madelman», y sobre Jiménez Losantos afirmaba: «Yo a estas alturas no sé si es un sinvergüenza como ellos o la pelota a que lo someten lo ha dejado idiota».

Estas acusaciones llegaron al máximo tras apoyar la publicación del libro La Gran Traición: Federico Jiménez Losantos apuñala a César Vidal (2019) escrito por Enrique de Diego, y que tiene como una de sus principales fuentes a César Vidal. La publicación del texto de Enrique de Diego coincidió con un aumento de las críticas de César Vidal a su antiguo compañero y amigo, afirmando, entre otras cosas, que «no sabe de casi nada» y sufre un proceso de «deterioro mental», y afirmando que trabajar con él en es.Radio le situó al borde la muerte:
«La conducta miserable y continua sufrida en aquel lugar había ido minando mi salud – nunca la he vuelto a recuperar como la tenía antes del inicio de aquella aventura – hasta el punto de colocarme, según me dijeron dos especialistas, al borde de la muerte.  Si me hubiera pasado entonces algo, mi hija hubiera quedado desamparada porque estoy seguro de que Federico Jiménez Losantos no habría hecho absolutamente nada por ella» 
También ha criticado duramente a buena parte de sus antiguos compañeros, como Luis Herrero, Dieter Brandau —calificando su gestión de Libertad Digital Televisión como «plaga bíblica»— o Javier Somalo. Ni ellos, ni Federico Jiménez Losantos, han comentado en público las acusaciones de César Vidal.

### La Voz
Desde 2014, presenta el espacio radiofónico La Voz, que se ha emitido en distintas cadenas como Radio Solidaria y Radio Obradoiro. Este programa comenzó emitiéndose exclusivamente en el sitio de César Vidal. Hoy compagina esta actividad, que se financia mediante micromecenazgo, con conferencias por Hispanoamérica, donde promueve el protestantismo y manifiesta un profundo anticatolicismo, además de mostrar en no pocos de sus discursos una ácida aversión hacia el islam, la izquierda española, la inmigración magrebí y subsahariana en España, las culturas catalana y vasca, Marruecos y el nacionalismo ucraniano.

### Otros medios
Fue colaborador del diario español La Razón hasta su despido debido a reformas en la plantilla. Colabora o ha colaborado en las revistas Muy Interesante e Historia de Iberia Vieja y en los periódicos digitales Libertad Digital y en Protestante Digital. Entre septiembre y noviembre de 2012, César Vidal cubrió la campaña electoral de los Estados Unidos desde su residencia en Miami, narrando para la emisora esRadio y el periódico La Razón lo más destacado de cada jornada.
En el pasado fue también tertuliano en los programas de María Teresa Campos en Telecinco y Antena 3.

## Escritor
César Vidal es un escritor muy prolífico especialmente sobre temática relacionada con la historia, aunque no todas vinculadas a la temática de su tesis doctoral. Así, ha firmado obras sobre la guerra civil española, las chekas, el bombardeo de Guernica, la matanza de Paracuellos, las Brigadas Internacionales, la Inquisición y el pueblo judío. Asimismo ha firmado libros sobre personajes históricos como Durruti, José Antonio Primo de Rivera, Bin Laden, Isabel la Católica, Lutero y Judas. Ha puesto también especial énfasis en interpretar episodios concretos de la historia que a su juicio no están convenientemente analizados en la actualidad. En este sentido, ha publicado Mentiras de la Historia... de uso común (2006), Momentos cumbre de la Historia que cambiaron su curso (2009) o Mitos y falacias de la Historia de España (2009).
En sus aproximaciones a la historia contemporánea de España, César Vidal se inscribe en las posturas de Ricardo de la Cierva, Stanley Payne y Luis Suárez Fernández, aspecto que se aprecia sobre todo en lo concerniente a la Guerra Civil (décadas previas y la dictadura).[cita requerida]
También ha firmado mucho sobre asuntos religiosos, especialmente sobre el nacimiento del cristianismo y sobre el judaísmo del Segundo Templo, con obras como El Documento Q (1993), Jesús el Judío (2010) o Los Esenios del Mar Muerto (2012), y sobre la religión musulmana, habiendo sido sus trabajos en esta área adscritos a una perspectiva extremadamente islamofóbica, y llegando él mismo incluso a sugerir implícitamente, en su polémico ensayo de muy dudosa calidad historiográfica España frente al Islam, el uso de armas nucleares contra el mundo islámico para, según él, asegurar «la supervivencia de occidente» frente al integrismo musulmán. Otros temas tratados son la cábala, el gnosticismo y las sectas.
Algunos de los libros de los temas anteriores tocan temas polémicos o controvertidos como el ocultismo, los ovnis, la masonería, los orígenes ideológicos del nazismo[cita requerida] o las teorías conspirativas.
Entre 2004 y 2012 firmó más de ochenta publicaciones. Sus libros tratan temas muy variados aunque con un claro predominio de la Historia[cita requerida]: ha firmado volúmenes de curiosidades y anécdotas históricas, como la serie Nuevos enigmas históricos al descubierto, libros infantiles o incluso alguna traducción. Esta capacidad de producción bibliográfica la explica con estas palabras:

Es una cuestión de organización. Hay precedentes aún más brillantes, como Lutero, que en sus últimos años escribió un libro cada 15 días. La clave está en el aprovechamiento del tiempo, el conocimiento de los asuntos sobre los que trabajas y el saber rentabilizar aspectos que van surgiendo en la investigación.

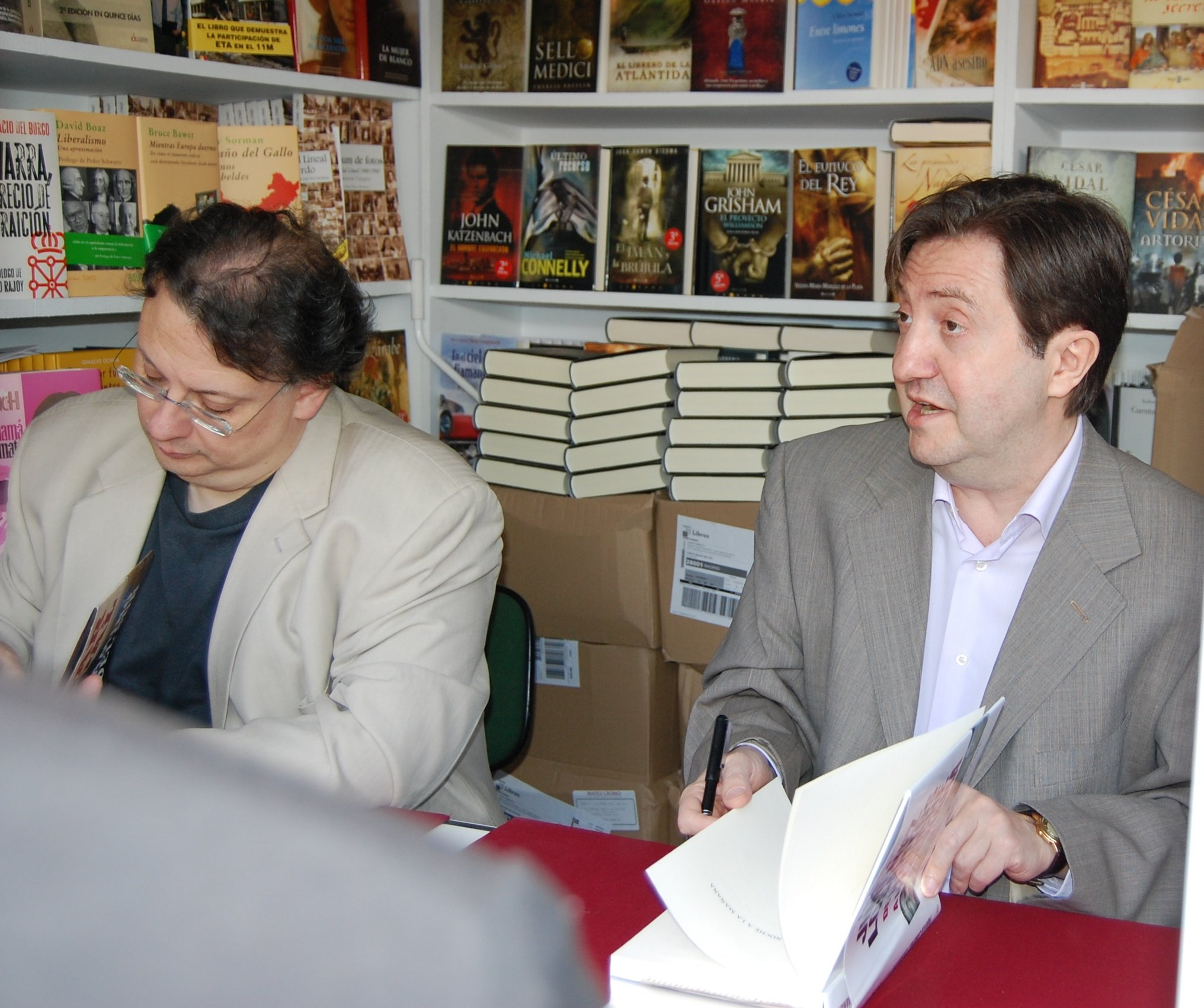
Vidal y Losantos en la Feria del Libro de Madrid de 2007.

En los últimos años ha publicado, en colaboración con Federico Jiménez Losantos, la serie Historia de España. En la actualidad ya han sido editados cuatro volúmenes, el último de ellos Historia del Franquismo (2012). El contenido de los libros proviene de las conversaciones que César Vidal y Losantos protagonizaron en el espacio radiofónico Nueva Historia de España, que se emitía los lunes de 10:00 a 11:00 dentro del programa Es la mañana durante las tres primeras temporadas de EsRadio.

## Controversias y críticas

### Sobre sus titulaciones académicas
Dice poseer doctorados en filosofía, teología y divinidad (en el que no indica ni el año ni los diferentes grados o trabajos para alcanzar esa distinción), además de una cátedra en historia por la Logos University de Jacksonville (FL, Estados Unidos): una institución privada de estudios religiosos a distancia cuyos títulos no disponen de la homologación del Departamento de Educación de los Estados Unidos, sino que se expiden bajo la autorización del Consejo de Universidades Independientes del Estado de Florida, por lo que no están reconocidas por ninguna universidad ni organismo educativo oficial ni equiparable a los doctorados oficiales. Esa institución expide el título de PhD, que es la designación más común para un doctorado en países angloparlantes, sin que ello implique estudios en filosofía de ningún tipo. Además, también afirma poseer una licenciatura en Historia que no ostenta, puesto que el Premio Extraordinario Fin de Carrera (1993) se lo conceden al concluir los estudios de doctorado de la UNED al mejor expediente de esa promoción (titulación a la que accedía desde la licenciatura de derecho, no desde la licenciatura de historia). Titulaciones que han sido cuestionadas por historiadores como Ángel Viñas.
En diferentes medios de comunicación afirma que fue profesor de la UNED, pero no consta que forme parte de la plantilla de titulares ni de profesores adjuntos (en todo caso, sería profesor-tutor por el Centro Asociado de Calatayud, para lo que no se necesita ni poseer un doctorado ni hacer ningún examen de oposición).
Tiene una amplia trayectoria profesional en el periodismo, aunque no cuenta con ninguna titulación vinculada con las ciencias de la comunicación y de la información.

### Sobre sus obras históricas
Existen ciertas críticas sobre la forma de referenciar su trabajo; por ejemplo, el historiador Eduardo González Calleja lo hace de la siguiente forma:

[...] una porción de páginas de relleno que envuelve la inanidad total a la hora de tratar el tema que es presunto objeto de análisis [...]; un aparato «crítico» repleto de notas improcedentes o de relleno, con siglas que quizá pertenezcan a fuentes ignotas, con una bibliografía contextual que se exhibe pero que no se emplea, trufada de títulos deliberadamente poco accesibles al lector español, que se citan de forma incompleta o que no aparecen en la relación final.

Las críticas abarcan desde la invención de fuentes a la tergiversación de traducciones, pasando por hacer pasar fuentes secundarias por investigación primaria por su parte (práctica habitual de pseudohistoriadores). Por ejemplo, los historiadores Ian Gibson y Ángel Viñas han señalado que una cita que incluye en Paracuellos-Katyn. Un ensayo sobre el genocidio de la izquierda, atribuida a la edición del 3 de noviembre de 1936 del diario madrileño La Voz, usada como muestra de que, en los periódicos madrileños, el «exterminio no solo no se ocultaba como objetivo fundamental, sino que incluso se pregonaba y originaba comentarios jactanciosos», no existe. La cita es la siguiente:

Hay que fusilar en Madrid a cien mil fascistas camuflados, unos en la retaguardia, otros en las cárceles. Que ni un quinta columna (sic) quede vivo para impedir que nos ataquen por la espalda. Hay que darles el tiro de gracia antes de que nos lo den ellos a nosotros.

Tanto Gibson como Viñas afirman haber consultado las hemerotecas y no haber encontrado ninguna frase similar en dicho periódico ni ese día ni los anteriores o posteriores. Sí se publicó un editorial (que Gibson reproduce prácticamente íntegro) en el que se puede leer:

Madrid será diezmado. De su millón de habitantes perecerá la décima parte. Así fue decidido por Franco, Mola, Gil Robles y consortes. Yagüe, el monstruoso Yagüe, el de los ametrallamientos en la plaza de toros de Badajoz, y su segundo, el feroz Castejón, son los encargados de llevar a cabo la bárbara carnicería. Tienen ya una larga experiencia.
Recordemos las palabras pronunciadas por Yagüe cuando los falangistas de Badajoz le felicitaban por su idea de matar desde los tendidos del circo taurino de la ciudad extremeña los dos mil hombres, mujeres y niños, presos allí por sus hordas:
"Esto ha sido un ensayo que repetiré en mayor escala en la plaza Monumental de Madrid."
La Voz, 3 de noviembre de 1936.

Gibson concluye afirmando que «Lo menos que se puede pedir a un investigador es que compruebe sus fuentes y las cite correctamente». El juicio de Viñas es más duro: «Vidal se ha basado en la tergiversación y distorsión de documentos a sabiendas de que muy pocos de sus lectores estarán en condiciones de comprobar sus afirmaciones. Si falsifica datos que cualquiera puede encontrar fácilmente en hemerotecas, ¿qué no hará cuando alega basarse en archivos menos asequibles?».
Un ejemplo de las acusaciones sobre tergiversación de traducciones es el relativo a la obra de Felix Schlayer sobre las matanzas de Paracuellos, Diplomat im roten Madrid, también en Paracuellos-Katyn (el libro de Schlayer permaneció sin traducción al castellano hasta 2006, en que fue publicado por la editorial Áltera, bajo el título Matanzas en el Madrid republicano). De acuerdo a Vidal:

Durante la entrevista con Carrillo, Schlayer y el delegado de la Cruz Roja recibieron todo tipo de seguridades. Sin embargo, el diplomático noruego percibió en Carrillo «inseguridad» y «falta de sinceridad», especialmente porque insistía en que no sabía nada del traslado de los presos lo que, cierto es, resultaba poco verosímil.

Sin embargo, tal traducción es negada por varios historiadores. Gibson —que trabajó con una traducción del libro de Schlayer entre finales de los setenta y principios de los ochenta que le había hecho su esposa—, ya en 1983, describe la narración de Schlayer sobre su entrevista con Carrillo la tarde del 7 de noviembre de un modo radicalmente diferente:

Schlayer, que, como hemos dicho, abandonó Madrid en julio de 1937 —según él bajo amenaza de muerte lanzada por el Gobierno rojo—, volvió a España al final de la guerra. El 7 de marzo de 1940 prestó declaración ante los jueces de la Causa General acerca de sus investigaciones sobre la matanza de presos. La declaración de Schlayer confirma el relato publicado en su libro en 1938, y no añade nada nuevo a este. A pesar de ello, creemos oportuno citar su referencia a la conversación que sostuvo con Santiago Carrillo en el Ministerio de la Guerra aquella tarde del 7 de noviembre de 1936, cuando le contó a este lo que había visto aquella mañana en la cárcel Modelo y le expresó su inquietud por la suerte de los presos políticos.

### Sobre su traducción de Manetón
Por otra parte, el historiador Miguel Ángel Molinero ha señalado que la traducción de Manetón que Vidal publicó en 1993 no lo es del original griego, sino de la traducción inglesa presentada en la edición bilingüe inglesa de Manetón en la serie Loeb, de la cual también recicla numerosas notas y materiales sin reconocerlo, añadiendo en el camino varios errores de bulto.

En este sentido, la edición de Akal sobre los textos de Manetón (2008) -que sí es la primera hecha desde las fuentes en español- realizada por Juan Jiménez y Alejandro Jiménez, califican el trabajo de César Vidal de fraude:
"Ha llegado incluso a aparecer algún intento (tan poco digno) como aquel en el que se nos hizo creer que se había traducido originalmente la obra de Manetón al castellano, cuando la realidad era una versión al castellano -bastante tosca, por cierto- de la edición de Waddell, en la que el supuesto investigador no se había tomado la molestia (ni siquiera) de actualizar la bibliografía aportada por el traductor anglosajón (...) en otras palabras había fusilado el trabajo que Waddell hizo en los años cuarenta del pasado siglo. Afortunadamente, fue desenmascarado por la naciente academia egiptológica española"

### Sobre su diccionario de Patrística
César Vidal publicó Diccionario de Patrística en la editorial católica Verbo Divino y posteriormente en la Editrice Vaticana. El diccionario tiene notables semejanzas con la obra de Johannes Quasten sobre Patrología (1961) y deslizaba algunos puntos de vista del cristianismo evangélico, por lo que su publicación por la editorial oficial del Vaticano generó críticas. José Miguel Arráiz - fundador de apologeticacatólica.com- la definió así en InfoVaticana (2015):
"Como se puede observar, nada aporta la obra de Cesar Vidal respecto a obras anteriores hechas por patrólogos católicos.
—Ni es original, porque básicamente es una mala copia distorsionada y «mocha» de las obras de Patrología de la BAC.
—Ni es confiable, porque como hemos visto, asume en muchos puntos la visión protestante de los padres de la Iglesia.
—Es un caballo de Troya, porque si bien al tomar mucha información de Quasten puede parecer que tiene elementos confiables, es peligrosa en el sentido de que puede desinformar a muchos católicos que la lean, ya que no podrán distinguir entre aquello que es correcto, y aquello que está distorsionado.
Además, el hecho de que haya sido publicada en la Editorial oficial del Vaticano puede ser entendido, no sin razón, como que se aprueba el contenido de dicha obra. El propio Cesar Vidal no pierde ahora ocasión para hacer alarde de esto en sus continuos ataques a la Iglesia Católica, como cuando insultaba a un lector menospreciándole, mientras le restregaba en el rostro que sabía más que él de patrística, y la prueba era que la propia editorial vaticana le publicó su diccionario.

—Es innecesaria, porque como he dicho, no es original. Si tenemos mejores y completísimas obras, como las de Quasten, no tenemos necesidad alguna de publicar una mala imitación hecha por un protestante con antecedentes como el haber escrito “El mito de María” para una de las editoriales más anticatólicas y amarillistas del mundo, como lo es la Chick Publication."

### Sobre el euskera, el catalán, el asturleonés y el aragonés
César Vidal ha calificado al euskera, en su programa de radio, de lengua «muy primitiva», asegurando que es un idioma que «desconoce los universales» remitiéndose a la acepción euskérica de radical latino «arbola» (el árbol) para demostrar que «ha tenido que copiarse» del castellano. También ha calificado al catalán de «dialecto» del provenzal, afirmando que no concita «el menor interés» para aprenderlo porque «es una lengua pequeña». Afirma, asimismo, que el valenciano es una lengua distinta del catalán.
Igualmente ha negado la existencia del asturleonés como grupo lingüístico autónomo y con entidad propia, calificando el asturiano de «dialecto del castellano», caracterizado únicamente «por finalizar las palabras en u».[cita requerida] Por último, en uno de sus artículos publicado en su programa «La Voz», ha llegado a calificar al aragonés (al que denomina genéricamente como «fabla») como «lengua inventada» en las últimas décadas a base de «giros malentendidos de las aldeas»; además de confundirlo con el catalán hablado en la franja oriental de Aragón o chapurriau, al cual directamente califica, como al propio aragonés, como un mero «dialecto del español».

### Sobre la masonería
Otro de sus temas polémicos y recurrentes es la masonería, sobre la que también ha escrito un libro. En este, analiza hechos históricos y añade comentarios personales. Por ejemplo, hablando de Mozart como masón afirma que «sus obras de temática basada en la masonería son las menos importantes de su producción». En su opinión, todos los episodios históricos de naturaleza revolucionaria desde la Ilustración son obra de masones y mayoritariamente negativos. Aquí pasa por alto también la adscripción a la masonería de otros líderes revolucionarios de episodios que admira, como George Washington.[cita requerida]

Según su opinión, mayo del 68 fue una «operación de la CIA para desestabilizar al general De Gaulle». La masonería -según César Vidal- fue responsable de los crímenes de Jack el Destripador:
"Finalmente, con el asesinato de Marie Kelly, el colectivo «Jack el Destripador» alcanzó su último objetivo y se disolvió.  Para entonces había causado cinco asesinatos siguiendo un ritual masónico que incluía el degollamiento propio del juramento del aprendiz y el destripamiento relacionado con la iniciación en el grado de maestro, actos que pretenden castigar en la masonería la revelación de secretos.  Al final, Jack el Destripador había sido algo más cercano a una logia que a un psicópata sexual."
Su hermano, Gustavo Vidal, reconocido líder masón español, criticó la visión de César Vidal de la masonería.

### Sobre la muerte de Emilio Botín
César Vidal, junto a Enrique de Diego, y junto a algunos medios españoles de muy escasa audiencia, dieron pábulo al bulo de que Ana Patricia Botín -actual presidenta del Banco Santander- encargó el asesinato de su padre a un narcotraficante colombiano.

### Sobre la teoría de la evolución
Son causa también de controversia algunas de sus opiniones sobre temas científicos y sociales, como, por ejemplo, su afirmación contraria a la actual teoría neodarwinista:

No creo en ella (la teoría de la evolución de Darwin) sinceramente porque me parece que tiene demasiadas lagunas y que su defensa no deriva tanto de bases científicas como metafísicas.

### Sobre el culto a la Virgen
César Vidal publicó en 1994 El mito de María, donde defiende que el culto a la Virgen de los católicos es una muestra de paganismo. Se refiere a ella como «una oscura mentira transmitida a lo largo de los siglos» y defiende la tesis de que la Virgen católica no era en realidad la madre de Jesús. Para César Vidal, esta falsedad deriva —en gran medida— de la influencia de las órdenes militares de Tierra Santa.
Que uno de los presentadores estrella de la COPE hubiera publicado -y nunca se hubiera retractado- de un texto así, que atentaba contra una de las creencias más fuertes de los católicos, fue criticado por algunos periodistas y sectores católicos. Enrique de Diego afirmó que era «todo un ejemplo de incoherencia de César Vidal y de la Conferencia Episcopal Española».

El libro también recibió críticas por su falta de rigor:
César Vidal es muy dueño de sostener sus opiniones, pero en algunos aspectos de la historia demuestra una ignorancia supina, como cuando indica que en la Edad Media la devoción a María conoció un notable impulso por las Órdenes Militares. Esto le viene bien para indicar que vino de Oriente, que está muy lejos y le suena mal, aunque en Oriente nació el cristianismo. En cualquier caso, se trata de una chorrada. La devoción a la Virgen María en el Temple es simplemente proyección de la del Císter y de la de San Bernardo, autor de la oración mariana conocida como Acordaos y del ‘Elogio de la nueva milicia’, que es considerada como la carta fundacional, en lo espiritual, de la orden de los Caballeros del Templo de Salomón. El foco de esa vigorización de la devoción mariana estuvo en Claraval y no en Jerusalén, igual que las catedrales góticas no surgieron, como dogmatiza César Vidal, para permitir el desarrollo de procesiones, traídas también de Oriente, sino básicamente por el crecimiento de las ciudades, que exigían templos de mayor amplitud.

### Sobre la Iglesia católica
Apoya todo tipo de teorías conspirativas sobre la Iglesia católica, en especial aquellas según las cuales, la Iglesia católica desea destruir Estados Unidos, para lo que se vale, por ejemplo, de los críticos de la leyenda negra española, en especial de Elvira Roca Barea y su libro Imperofobia y Leyenda Negra.

### Sobre la leyenda negra española
César Vidal se manifestó sobre la leyenda negra española, afirmando que era un conjunto de falsedades, creadas por los enemigos de la Monarquía Hispánica, y que lastraba a España e Hispanoamérica. Así, en 2000 afirmaba que:
La leyenda negra constituye uno de los fenómenos propagandísticos que ha contado con un mayor éxito a lo largo de los siglos. La misma -en sus diversas versiones- consiste en pintar en tonos siniestros el pasado español como una cadena inacabable de muestras de intolerancia y oscurantismo, algunos de cuyos eslabones más destacados serían la expulsión de los judíos y de los musulmanes, la persecución de los disidentes o la opresión de los indígenas americanos. Para no pocos autores —generalmente de origen anglosajón— tales baldones definen supuestamente una manera de ser muy española y apuntan incluso a una vena racista que nos caracteriza de manera lúgubre como pueblo.
Comprensible políticamente en una época en que los piratas ingleses y holandeses asaltaban los galeones españoles que venían de las Indias o en que Gran Bretaña y EEUU deseaban acabar con el imperio español de ultramar, hoy en día la leyenda negra resulta inaceptable no sólo porque determinadas rivalidades nacionales deberían ser cosa del pasado, sino, fundamentalmente, porque se asienta sobre una acumulación interesada de tergiversaciones históricas.
(...)

Podríamos ampliar los ejemplos para dejar de manifiesto el carácter ahistórico, tendencioso y parcial de la leyenda negra recordando, por ejemplo, que Enrique VIII, padre del cisma anglicano, y su hija María ejecutaron a más protestantes que la Inquisición española o haciendo referencia a regímenes totalitarios de este siglo que ni nacieron ni arraigaron en España. Sin embargo, creo que los casos citados bastan para ilustrar lo afirmado ya. No se trata de ocultar dramas del pasado que no deberíamos olvidar jamás ni tampoco de cerrar los ojos a realidades que resultan incipientemente inquietantes en España y más cuando se observa cómo se desarrollan en otros países de nuestro entorno. Se trata más bien de ser equilibrados y veraces en los juicios históricos, y de no caer en etnicismos condenadores forjados en el pasado. Sólo esa conducta nos permitirá de manera sensata y democrática abordar las tareas del presente y los retos del futuro.

Tras abandonar la COPE, su posición sobre este asunto varió. En este sentido dedicó un artículo, publicado en "Protestante Digital", a Elvira Roca Barea, autora del libro Imperofobia y leyenda negra, donde tras calificar su libro de «excremento envuelto en bilis e ignorancia», insultó a Roca Barea, afirmando que es «una señora mayor», ignorante, cerril, casposa y fanática —entre otros insultos—, y afirmando que su libro forma parte de un plan dirigido por el Vaticano para inundar Estados Unidos de hispanos y destruirlo:
Tiene una agenda política que no es otra que la de someter otra vez España al yugo clerical y la de invadir Estados Unidos con hispanos con las mismas intenciones.

### Sobre la independencia de Cataluña
En 2011 César Vidal publicó un artículo de opinión en el diario digital El Economista en el cual evaluaba positivamente una eventual independencia de Cataluña. Que contemplase la posibilidad de hacer un referéndum en España para que Cataluña se independizase fue una de las razones de su enfrentamiento con Pío Moa en el medio Libertad Digital.

## Incumplimiento de sus obligaciones con la Hacienda Pública española
El 23 de diciembre de 2015 se hace público que aparece en un listado de morosos publicado por la Hacienda Pública Española  por un importe de 2 497 364,07 €. César Vidal, sin embargo, se defendió de estas acusaciones reconociendo un pleito judicial con Hacienda que en aquel momento aún no tenía resolución, por lo que él personalmente no se consideraba un moroso. El origen del pleito es el uso presuntamente irregular de una sociedad mercantil para el pago de impuestos por las actividades del escritor.
Según el propio César Vidal declaró en una entrevista realizada en 2015:

Siempre he pagado hasta el último céntimo de impuestos y esta situación no deriva más que de una torcida interpretación de la Agencia tributaria a la que llevo años resistiéndome en los tribunales. [...] El resultado final es superior a los ingresos que haya podido tener jamás.

El 28 de junio de 2018, en cumplimiento del artículo 95.bis de la Ley General Tributaria, la Agencia Tributaria publicó su lista anual de morosos en la que César Vidal figura como deudor de 2,12 millones de euros, algo menos de los 2,31 millones que debía en la lista del año anterior. La deuda pendiente en estos primeros años apenas se redujo desde que se hizo pública en 2015, cuando era de 2,5 millones.
La lista de morosos de la Hacienda Pública española de 2019 volvió a señalarle como uno de sus principales morosos, ya que presuntamente debería 2,7 millones de euros. En ese mismo año, César Vidal perdió su batalla en el juicio contra Hacienda quedando acreditado el uso irregular de una sociedad mercantil para el pago reducido de impuestos e instando mediante sentencia firme al pago íntegro de la deuda. El escritor por su parte afirmaba que continuaría batallando mediante recursos a la sentencia.
En 2020, la Agencia Tributaria vuelve a incluirle al incrementarse la deuda hasta 3,2 millones de euros. En 2021 su deuda disminuyó a 2,6 millones de euros, pero en la lista de morosos actualizada a diciembre de 2022 su deuda con la Hacienda Pública volvió a crecer hasta 3,15 millones de euros. Aparte de la cantidad, se confirma que la deuda del escritor ya no se encuentra en litigio ya que la novedad de la lista de 2023 es la aplicación de una sentencia del Tribunal Supremo español. Esta sentencia trata de garantizar la identidad de los implicados en procesos que no han alcanzado aún una resolución. En ese sentido, a partir de 2023 la lista de morosos con la Hacienda Pública se deben publicar tras sentencia firme, excluyéndoselas las que estén en proceso o que presenten un plan aprobado de aplazamiento.

## Premios

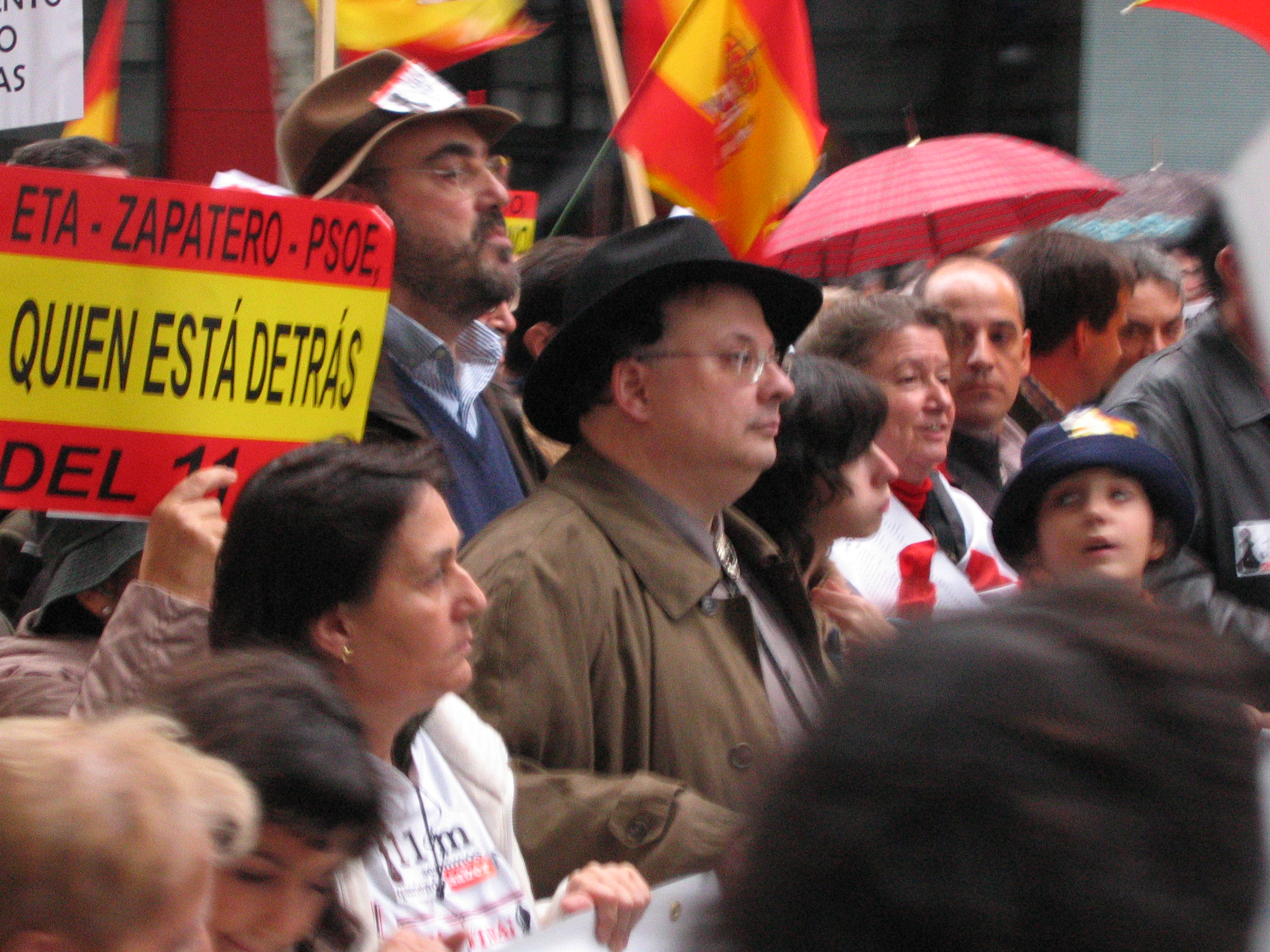
César Vidal en una manifestación convocada por la AVT el 25 de noviembre de 2006, opuesta a la negociación con ETA.

César Vidal ha sido reconocido internacionalmente con numerosos premios literarios,[cita requerida]así como distinciones internacionales,[cita requerida] como el Premio Humanismo de la Fundación Hebraica,[cita requerida] y ha sido reconocido por su labor en defensa de los derechos humanos por organizaciones como Yad Vashem,[cita requerida] Supervivientes del Holocausto (Venezuela),[cita requerida] ORT (México),[cita requerida] Jóvenes Contra la Intolerancia[cita requerida] o la Asociación Víctimas del Terrorismo.[cita requerida]
- Premio de Novela histórica Ciudad de Cartagena (2000) por «La mandrágora de las doce lunas»[cita requerida]
- Premio de biografía "Las Luces" (2002) por «Lincoln»[cita requerida]
- Premio Jaén (2004) por «El último tren a Zúrich»[cita requerida]
- Premio "CCEI" (2005) por la obra anterior,[cita requerida]
- "Premio Espiritualidad" (2004) con la obra «El testamento del pescador», el libro de temática espiritual más vendido en España en 2004 a excepción de La Biblia.[cita requerida]
- "Premio de Ciencias Sociales" (2005) de la Academia de ciencias, tecnología, educación y humanidades[cita requerida]
- Premio de Novela Ciudad de Torrevieja (septiembre de 2005) con «Los hijos de la luz» y el seudónimo Jesse James.[90] Durante la noche de la entrega, José Manuel Caballero Bonald, miembro del jurado, descalificó el libro al que calificó como "ideológicamente detestable", a pesar de reconocerle una gran calidad literaria.[90] César Vidal reclamó que los calificativos de Bonald apareciesen en la faja del libro.[90]
- Premio de Novela Histórica Alfonso X El Sabio (2006), con la obra El fuego del cielo[cita requerida]
- Premio Literario Algaba de Biografía, Autobiografía, Memorias e Investigaciones Históricas (2006), por la obra Pablo, el judío de Tarso[91]
- II Premio Finis Terrae por El caso Lutero.[92]